# Laënnec (métro de Lyon)
Pour les articles homonymes, voir Laennec et Laënnec (Lyon).
Laënnec est une station de métro française de la ligne D du métro de Lyon, située rue Guillaume-Paradin au croisement avec la rue Victor-de-Laprade dans le quartier de Laënnec dans le 8e arrondissement de Lyon, préfecture de la région Auvergne-Rhône-Alpes. Du fait de sa situation géographique à flanc de colline, elle possède à la fois un accès en surface, et un autre de plain-pied, sur l'allée Adolphe-Lafont.
Elle est mise en service en 1992, lors de l'ouverture à l'exploitation du prolongement de la ligne D vers le sud depuis la station Grange Blanche.

## Situation ferroviaire
La station Laënnec est située sur la ligne D du métro de Lyon, entre les stations Grange Blanche et Mermoz - Pinel.

## Histoire
La station « Laënnec » est mise en service le 11 décembre 1992, lors de l'ouverture officielle de l'exploitation du prolongement de la ligne D du métro de Lyon de la station Grange Blanche à la station Gare de Vénissieux.
Construite sous la rue Guillaume-Paradin, le relief environnant fait que le quai en direction de Gare de Vaise est accessible de plain-pied depuis l'extérieur et l'allée Adolphe-Lafont et possède une grande baie vitrée, elle est édifiée suivant un plan classique de deux voies encadrées par deux quais latéraux. La station a été réalisée par l'architecte Dominique Bérard, et porte le nom du médecin René-Théophile-Hyacinthe Laennec.
Il n'y a pas de personnel, des automates permettent l'achat et d'autres le compostage des billets. Elle est équipée d'origine d'un ascenseur pour les personnes à mobilité réduite en direction de Gare de Vénissieux, l'accès s'effectuant de plain-pied dans l'autre sens, et a été équipée de portillons d'accès le 22 novembre 2005.

## Service des voyageurs

### Accueil
La station compte quatre accès, deux par sens de part et d'autre de la rue Guillaume-Paradin, au nord au niveau du carrefour avec la rue Victor de Laprade et au sud au niveau des bureaux de l'INSERM. Elle dispose d'un distributeur automatique de titres de transport et de valideurs couplés avec les portillons d'accès.
Un de accès est identifié par une « libellule », nom donné aux totems courbés identifiant les stations de la ligne D depuis son ouverture et réalisés par les architectes Françoise-Hélène Jourda et Gilles Perraudin.

### Desserte
Laënnec est desservie par toutes les circulations de la ligne.

### Intermodalité
La station est desservie à distance par trois lignes du réseau Transports en commun lyonnais (TCL), les lignes de bus 24, 34, à l'arrêt Ambroise Paré - Laënnec ainsi qu'avec le tramway T6 et le 1E, à l'arrêt Essarts - Laënnec. La nuit, la ligne de bus Pleine Lune PL2 est de passage, au niveau de la station.
Outre les rues et places avoisinantes, elle permet de rejoindre à pied différents sites, notamment : la faculté de médecine et d'odontologie de l'Université Claude-Bernard-Lyon-I, l'hôpital d'instruction des armées Desgenettes, le centre hospitalier Le Vinatier et la grande mosquée de Lyon.